# Céline (film)
Pour les articles homonymes, voir Céline.
Pour plus de détails, voir Fiche technique et Distribution.
Céline est un film français réalisé par Jean-Claude Brisseau, sorti en 1992, ayant pour thème le panthéisme et l'ascension spirituelle.
Le film suit Céline, jeune femme prête à se suicider, qui est recueillie par Geneviève, infirmière qui l'apaise et la soigne en lui apprenant des techniques de relaxation. Céline prend vite goût à ces exercices et se perd en méditation. Mais bientôt, elle se rend compte que des phénomènes étranges se passent en elle et autour d'elle.

## Synopsis
A 22 ans, Céline a tout perdu en à peine quelques jours : son père (un milliardaire qui meurt dans ses bras), sa famille (elle apprend qu'elle est l'enfant adoptée d'une employée de son "père", morte en lui donnant le jour), sa fortune (dépitée, elle renonce de son propre chef à sa part d'héritage), et son fiancé Olivier (qui la quitte à ce moment-là).
Elle n'est plus rien.
Geneviève, une infirmière à domicile, la découvre ainsi, prostrée et pleurante dans la rue, sous la pluie. Céline est ramenée à sa demeure du « Vieux moulin » par cette dernière, et tente presque aussitôt de se suicider en avalant des somnifères et en se jetant dans l'étang de la propriété.
Geneviève la sauve de sa tentative de noyade, et se voit alors proposer par la « mère » de Céline, Madame Giraud, d'être engagée pour vivre au « Vieux moulin » et de s'occuper de Céline le temps qu'elle se rétablisse.
Geneviève, ayant elle-même connu une crise analogue à la suite de son divorce quelques années plus tôt, et vivant sous la menace d'une maladie cardiaque, accepte cette proposition.
Dans un premier temps, elle offre à Céline un traitement médicalisé classique, à base de tranquillisants. Puis elle cesse bientôt de lui donner des comprimés, en lui affirmant cependant que si elle souhaite sincèrement guérir, elle pourra venir la trouver pour lui demander de l'aide.
Ce que fait finalement Céline: "Aide-moi !", dit-elle à Geneviève.
A l'étonnement de Céline, Geneviève commence par lui donner une discipline de vie, simple mais stricte, à laquelle elle finit, bon gré, mal gré, par se plier. Puis Geneviève la conduit vers la relaxation, la méditation et lui enseigne le yoga.
Avec Gérard, son ami médecin et compagnon occasionnel, Geneviève constate que la jeune fille reprend goût à la vie, se remet à travailler. Les liens amicaux entre Geneviève et Céline se renforcent au fil du temps. Les deux femmes mènent une vie paisible, en harmonie avec la nature.
Cependant, Céline s'absorbe de plus en plus dans les exercices de méditation, et commence à développer des pouvoirs paranormaux : elle s'avère capable de se projeter mentalement ailleurs, a des prémonitions (elle évite ainsi un accident de voiture mortel qui coûte la vie à un de ses amis), et se retrouve en deux endroits à la fois par bilocation.
Cette ascension spirituelle de Céline va crescendo, au point que des phénomènes bénéfiques, qui ressemblent à des miracles, se produisent autour d'elle, notamment des guérisons spontanées (d'abord celle, bénigne, de quelques petites écorchures d'enfant, jusqu'à celle, majeure, d'un paralytique qui retrouve l'usage de ses jambes à sa proximité).
Le tout au grand désarroi de Geneviève, qui ne peut que constater la situation, et à qui apparaît un jour une grande et menaçante silhouette noire.
Les phénomènes paranormaux s'amplifient encore autour de Céline, au point d'entrer en lévitation devant Geneviève. Plus encore, Céline se sent irrésistiblement attirée vers ce qu'elle nomme (faute de mieux) "Dieu", au point de parvenir à fusionner avec le divin au cours de ses séances de méditation.
Sa réputation de faiseuse de miracle s'étend bientôt à tous le voisinage : on vient la voir comme une sainte guérisseuse. Un de ses visiteurs affirme même avoir vu le Christ à ses côtés.  Quand les manifestations de crédulité atteignent un point tel que les gens font la queue devant chez elle pour la rencontrer, Céline n'y tient plus et prend la décision de partir.
Laissant Geneviève seule et désemparée, Céline lui explique dans une lettre qu'elle est entrée dans les ordres, que les phénomènes paranormaux ont cessé autour d'elle, et qu'elle est envoyée, peut-être à vie, dans une mission à la frontière chinoise (et accessoirement qu'elle lui fait don de la propriété).
Geneviève déprime, s'effondre, et finit par être victime un soir d'une grave attaque cardiaque. La grande silhouette noire, qui n'est autre que l'Ombre de la Mort, vient la chercher, et elle va mourir lorsque Céline lui apparaît.
Lumineuse et pure, Céline chasse l'apparition, et glisse au doigt de Geneviève un anneau consacrant leur amitié éternelle (et preuve de la réalité objective des événements) avant de disparaître.
Au petit matin, Geneviève, bien vivante, prend alors la décision de se mettre en couple sérieusement avec son ami Gérard, et d'ouvrir dans la demeure un cabinet commun avec lui, tandis qu'au-dehors, le soleil rayonne et la nature palpite.
Et la Vie continue.

## Fiche technique
- Titre : Céline
- Réalisateur : Jean-Claude Brisseau
- Scénario : Jean-Claude Brisseau
- Directeur de la photographie : Romain Winding
- Production : Gaumont / La Sorcière Rouge / Investimage 2 et 3 (et avec la participation de  Canal +).
- Musique : Georges Delerue (reprise de la série télévisée : Tours du monde, tours du ciel de Robert Pansard-Besson)
- Format : couleurs
- Durée : 88 minutes
- Pays :  France
- Date de sortie : 1er avril 1992

## Distribution
- Isabelle Pasco : Céline Giraud
- Lisa Heredia : Geneviève Tessier
- Danièle Lebrun : Madame Giraud, "mère" de Céline
- Daniel Tarrare : Gérard Chinon
- Damien Dutrait : Roland
- Lucien Plazanet : Lucien
- Sébastien Lenfant : Sébastien
- François Eychart : Le père de Sébastien
- Marie-Thérèse Eychart : La mère de Sébastien
- Pascale Siméon : L'infirmière
- Pascal Eychart : L'enfant au bras blessé
- Jacques Gelat : L'ami de l'accident
- Elodie Plaquet : La petite fille au chat
- François Rauscher : Olivier, le fiancé de Céline
- Yves Jeannin : Monsieur François Giraud, "père" de Céline

Ainsi que : M. et Mme. Plaquet, M. et Mme. Haas, M. et Mme. Disant, M. Rayer, Mme. Herby, M. et Mme. Houdrichon, Mme. Dessagnat, Laure Vaultier, et Liza Gabaston.

## Autour du film
- Dans le film, si l'on se réfère aux différents courriers montrés à l'image, l'histoire débute aux alentours du 25 avril 1991, et se déroule principalement à la résidence "Le Vieux Moulin", 77150 La Thetoire (ou La Tustoire ?). Le code postal 77150 correspondant à Lésigny, il semble que le code postal fictionnel soit inspiré de La Trétoire (77510), qui fut un des principaux lieux de tournage.

- Dans la réalité, le tournage s'est effectué essentiellement en Seine-et-Marne, à Saâcy-sur-Marne et à La Trétoire. Une des dernières scènes, où Céline prend le train, a été filmée à la gare de Nanteuil-Saâcy. Quant à la scène où Céline se projette mentalement ailleurs, se retrouvant seule dans un paysage désertique, elle a été tournée à la dune du Pilat.

- Quand Céline parle dans sa lettre de son départ comme missionnaire en Chine, il s'agit d'une référence de Brisseau à un film qu'il admire, la "Frontière chinoise" de John Ford ("Seven Women", 1966). Quant à la fantomatique Ombre de la Mort qui apparaît à Geneviève, c'est une référence au personnage de la Mort dans "Le Septième Sceau" d'Ingmar Bergman.

- Le temps d'une séquence, le film évoque très brièvement différents mystères archéologiques, tels que les statues de l'île de Pâques, la construction de Stonehenge, ou les géoglyphes de Nazca. Une mention est faite à la théorie des anciens astronautes en cette occasion (les "pistes pour dieux astronautes").